# Stibaera lactifera
Stibaera lactifera är en fjärilsart som beskrevs av Max Wilhelm Karl Draudt och M.Gaede 1944. Stibaera lactifera ingår i släktet Stibaera och familjen nattflyn. Inga underarter finns listade i Catalogue of Life.